# Замостянський в'яз
Замостянський в'яз — ботанічна пам'ятка природи місцевого значення. Об'єкт розташований на території Маневицького району Волинської області, Карасинська сільська рада, с. Замостя.
Площа — 0,01 га, статус отриманий у 2011 році.
Охороняється в'яз віком близько 300 років. 